# アゲハ100%
『アゲハ100%』は、武内こずえによる少女漫画作品。
集英社の漫画雑誌『りぼん』にて2004年8月号から2006年5月号まで連載された。全22回。全5巻。また、プロトタイプとして「りぼんオリジナル」（同）2004年6月号掲載の読み切り『鏡の国の私』がある。

## あらすじ
英学園には「どんな女の子も美しく変える」謎のメイクアップアーティスト・アゲハの伝説がある。その正体は一見さえない少女・藤原凛。学校にばれたら退学、退学をすれば祖父母に迷惑もかかる…ということで自分の正体を隠し続けていたが、ある日学校の放課後、アゲハのメイクを取っているところを如月陸に見られてしまい…?!

## 登場人物
藤原凛（ふじわら りん）
普段は冴えない高校生だが、放課後メイクをすると一転してメイクアップアーティスト・アゲハに変身する。普段は眼鏡をかけ、です・ます口調で内気な性格であるのに対し、アゲハになると強気になり女の子達を言葉とメイクによって変えていく。両親はニューヨークで仕事をしており、現在は祖父・祖母と暮らしている。
アゲハチョウのマークが記されたメイクボックスと、同じメーカーのコスメを愛用している。実は彼女は2代目アゲハで、初代は父親。
如月陸（きさらぎ りく）
学校で人気の男の子。ひょんなことからアゲハの正体を知る。アゲハに興味を示し、女装してアシスタントをするという条件で毎回アゲハの仕事現場についてくる。